# Trottola

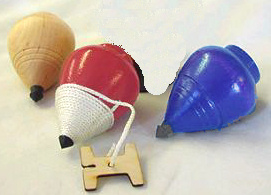
Una classica trottola

La trottola è un giocattolo, solitamente fatto di legno duro che si utilizza facendola girare con una mano o con un lanciatore apposito a forma di cono con una punta di ferro a una estremità.

## Origine e diffusione

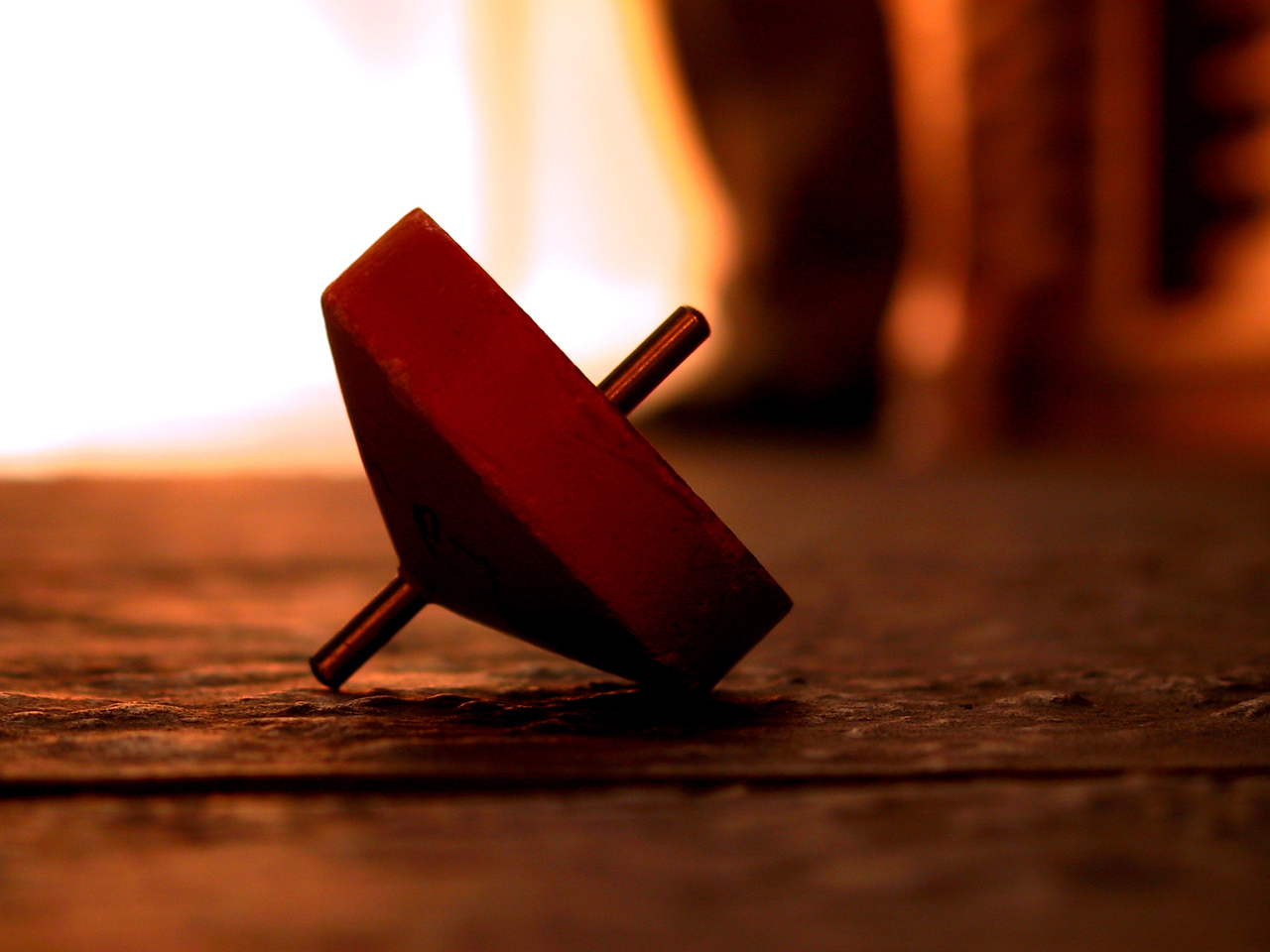
Una trottola giapponese

La trottola non ha un'origine ben definita, eppure si è a conoscenza di oggetti simili che risalgono all'anno 4000 a.C.; infatti ne sono stati trovati alcuni esemplari in argilla sulle rive del fiume Eufrate.
Sappiamo però che era a un giocattolo diffuso tra i Greci e i Romani, infatti è nominata ad esempio da Callimaco, e anche Catone, il noto Censore romano, la consigliava come passatempo per bambini che, a suo parere, avrebbero invece dovuto evitare i dadi.
I Romani la chiamavano "turbo" e il gioco all'epoca era particolare: pare che si disegnasse per terra un grande cerchio diviso in dieci settori numerali, a ognuno dei quali corrispondeva un punteggio. Lo scopo del gioco consisteva nel far roteare la trottola nel centro, raggiungendo così il massimo punteggio.
Attorno al XIV secolo si ha la massima diffusione della trottola, specie in Inghilterra dove era abbinata addirittura a certe cerimonie religiose. Il martedì grasso si organizzavano corse di trottole lungo le strade delle parrocchie e, quando una trottola smetteva di girare, veniva riposta fino all'anno successivo.
Le trottole erano diffuse anche tra gli indiani del Nord e del Sud America da molto prima dell'arrivo di Colombo. Gli Inuit, una popolazione del Nord, cercavano di far fare alle trottole un giro completo delle loro abitazioni soprattutto in inverno.
Particolarmente in Giappone è diffusa la produzione artigianale di questo giocattolo. Molti artigiani di questo Paese sanno creare trottole "partorienti", ovvero che ne liberano altre più piccole durante il loro giro.
Nel Borneo e nella Nuova Guinea dopo la semina i contadini fanno girare le trottole per stimolare la crescita dei germogli.

## Come si gioca
Esistono molti modi di giocare al gioco della trottola.
Attorno alla trottola viene avvolta una corda (in modo da formare una spirale che va dalla punta in metallo alla parte più alta e larga) che permette, all'atto del lancio, di far ruotare la trottola.
Ci sono vari tipi di giochi.
Uno fra i tanti consiste di queste regole:
- minimo due giocatori pronti a rischiare la propria trottola;
- i due effettuano il primo lancio insieme e la prima trottola che si ferma resta sotto (rimane a terra);
- l'altro deve cercare di colpire la trottola rimasta a terra eseguendo i propri lanci fino a quando la sua non termina di ruotare;
- quando questa si ferma, rimane lei "sotto" e l'altro concorrente va all'attacco;
- il gioco a volte dura tantissimo, e tutto sta nella bravura dei concorrenti, nella punta della trottola e nel legno di cui è fatta;
- l'obiettivo è distruggere la trottola dell'avversario; il vincitore terrà con sé la punta della trottola persa, e chi più colleziona questi "trofei di guerra" più è temuto.

## Modello fisico
È possibile costruire un modello fisico del moto della trottola considerando il giocattolo come un corpo rigido di massa {\displaystyle m} e lunghezza {\displaystyle l} dotato di simmetria rotazionale, il cui punto di contatto con il piano è fisso e sottoposto a una forza di gravità costante di accelerazione {\displaystyle g}.
La simmetria rotazionale implica inizialmente che, detti {\displaystyle I_{1}}, {\displaystyle I_{2}} e {\displaystyle I_{3}} i valori del momento d'inerzia relativi a ciascuno dei tre assi principali d'inerzia del corpo {\displaystyle (x',y',z')}, si abbia {\displaystyle I_{1}=I_{2}}.
Dalla teoria degli angoli di Eulero {\displaystyle (\theta ,\phi ,\psi )}, ponendo {\displaystyle I_{1}=I_{2}}, si ricava l'espressione dell'energia cinetica {\displaystyle T} del corpo rigido:
{\displaystyle T={\frac {I_{1}}{2}}({\dot {\theta }}^{2}+{\dot {\phi }}^{2}\sin ^{2}\theta )+{\frac {I_{3}}{2}}({\dot {\psi }}+{\dot {\phi }}\cos \theta )^{2}}
Sottraendo a {\displaystyle T} l'energia potenziale dovuta al campo gravitazionale, ricordando che la trottola è inclinata di un angolo {\displaystyle \theta } rispetto alla verticale si ottiene la lagrangiana del sistema
{\displaystyle {\mathcal {L}}=T-V={\frac {I_{1}}{2}}({\dot {\theta }}^{2}+{\dot {\phi }}^{2}\sin ^{2}\theta )+{\frac {I_{3}}{2}}({\dot {\psi }}+{\dot {\phi }}\cos \theta )^{2}-mgl\cos \theta }
Poiché le coordinate {\displaystyle \phi } e {\displaystyle \psi } sono cicliche, ovvero compaiono solo come derivate temporali nell'espressione della lagrangiana, i rispettivi momenti generalizzati si conservano e sono integrali primi del moto. Tali grandezze valgono
{\displaystyle L_{z}={\frac {\partial {\mathcal {L}}}{\partial {\dot {\phi }}}}={\dot {\phi }}(I_{1}\sin ^{2}\theta +I_{3}\cos ^{2}\theta )+{\dot {\psi }}I_{3}\cos \theta }
{\displaystyle L_{3}={\frac {\partial {\mathcal {L}}}{\partial {\dot {\psi }}}}={\dot {\phi }}I_{3}\cos \theta +{\dot {\psi }}I_{3}}
Sostituendo i valori dei momenti al posto di quelli delle velocità {\displaystyle {\dot {\phi }}} e {\displaystyle {\dot {\psi }}} nell'espressione di {\displaystyle E=T+V} si ricava la forma
{\displaystyle E={\frac {I_{1}}{2}}{\dot {\theta }}^{2}+mgl\cos \theta +{\frac {(L_{z}-L_{3}\cos \theta )^{2}}{2I_{1}\sin ^{2}\theta }}}.
Nel calcolo di {\displaystyle E} si è trascurato il termine costante (e dunque ininfluente)
{\displaystyle {\frac {L_{3}^{3}}{2I_{3}}}}.
La quantità
{\displaystyle {\dot {\phi }}={\frac {(L_{z}-L_{3}\cos \theta )^{2}}{2I_{1}\sin ^{2}\theta }}}
è la frequenza di precessione del moto della trottola, che può essere considerata in prima approssimazione (trascurando cioè il moto di nutazione che influisce su {\displaystyle \theta }) costante.

### Nutazione
Effettuando ora la sostituzione {\displaystyle u=\cos \theta } ({\displaystyle -1\leq u\leq 1}), ricordando la relazione trigonometrica {\displaystyle \sin ^{2}\theta =1-\cos ^{2}\theta =1-u^{2}} e considerando {\displaystyle {\dot {u}}^{2}={\dot {\theta }}^{2}\sin ^{2}\theta ={\dot {\theta }}^{2}(1-u^{2})}, da cui si ricava
{\displaystyle {\dot {\theta }}^{2}={\frac {{\dot {u}}^{2}}{1-u^{2}}}}
si ottiene:
{\displaystyle E={\frac {I_{1}}{2}}{\frac {{\dot {u}}^{2}}{1-u^{2}}}+mglu+{\frac {(L_{z}-L_{3}u)^{2}}{2I_{1}(1-u^{2})}}}
da cui, raccogliendo a fattor comune, svolgendo il quadrato e rinominando le costanti
{\displaystyle a=L_{z}/I_{1}\quad b=L_{3}/I_{1}\quad \alpha =2E/I_{1}\quad \beta =2mgl/I_{1}}
si ricava, raccogliendo,
{\displaystyle {\dot {u}}^{2}=(\alpha -\beta u)(1-u^{2})-(a-bu)^{2}}
Dallo studio del polinomio di terzo grado al secondo membro e imponendo la condizione di esistenza di {\displaystyle u} si evince l'esistenza di due radici reali {\displaystyle u_{1}} e {\displaystyle u_{2}} corrispondenti agli angoli {\displaystyle \theta _{1}} e {\displaystyle \theta _{2}} che fungono da punti d'inversione del moto di nutazione della trottola, ovvero dell'oscillazione (parametrizzata da {\displaystyle \theta }) dell'angolo d'inclinazione della trottola.

### Trottolaaddormentata
Si consideri una trottola in cui l'asse rimane inizialmente sulla verticale (si ha cioè {\displaystyle \theta =0}). In questo caso {\displaystyle L_{z}=L_{3}=I_{3}\omega _{3}}.
La forma
{\displaystyle E={\frac {I_{1}}{2}}{\dot {\theta }}^{2}+mgl\cos \theta +{\frac {(L_{z}-L_{3}\cos \theta )^{2}}{2I_{1}\sin ^{2}\theta }}}
è equivalente a quella di un moto unidimensionale nella variabile {\displaystyle \theta } il cui potenziale efficace vale
{\displaystyle V_{\text{eff}}=mgl\cos \theta +{\frac {(L_{z}-L_{3}\cos \theta )^{2}}{2I_{1}\sin ^{2}\theta }}}
Imponendo la condizione sui momenti angolari, sviluppando al second'ordine in serie di Taylor e trascurando i termini costanti si ricava
{\displaystyle V_{\text{eff}}={\frac {I_{3}^{2}\omega _{3}^{2}\theta ^{4}}{8I_{1}\theta ^{2}}}-mgl{\frac {\theta ^{2}}{2}}=\left({\frac {I_{3}^{2}\omega _{3}^{2}}{8I_{1}}}-{\frac {mgl}{2}}\right)\theta ^{2}}
La condizione di stabilità impone che il coefficiente moltiplicativo di {\displaystyle \theta ^{2}} sia maggiore di zero.
Dunque si deve avere {\displaystyle \omega _{3}^{2}>{\frac {4mglI_{1}}{I_{3}^{2}}}}. Non appena l'attrito causa il rallentamento della velocità di rotazione sotto questa soglia, la trottola diventa instabile e dunque si sveglia, iniziando il moto di precessione/nutazione descritto in precedenza.

### Trottola veloce
La trottola veloce è quella lanciata con grande velocità angolare la cui energia cinetica rotazionale è molto superiore a quella potenziale gravitazionale. Questo modello descrive simultaneamente dunque i casi limite {\displaystyle \omega _{3}\to \infty } e {\displaystyle g\to 0}. Quest'ultimo è il caso che si analizzerà, sapendo che le conclusioni possono essere direttamente estese a quello iniziale.
Si consideri inizialmente il caso {\displaystyle g=0}.
In assenza di forza peso, il potenziale efficace vale
{\displaystyle V_{\text{eff}}={\frac {(L_{z}-L_{3}\cos \theta )^{2}}{2I_{1}\sin ^{2}\theta }}}
Tale potenziale presenta un punto stazionario nell'angolo {\displaystyle \theta ^{*}} per cui {\displaystyle L_{z}=L_{3}\cos \theta ^{*}}. Dalla teoria dei moti unidimensionali, la frequenza delle piccole oscillazioni (nutazioni) intorno a {\displaystyle \theta ^{*}} vale
{\displaystyle \omega _{\text{nut}}^{2}={\frac {V''_{\text{eff}}(\theta ^{*})}{I_{1}}}}
Sviluppando {\displaystyle V_{\text{eff}}} al second'ordine in {\displaystyle \theta ^{*}} si ricava
{\displaystyle V_{\text{eff}}={\frac {L_{3}^{2}\theta ^{2}\sin ^{2}{\theta ^{*}}}{2I_{1}}}\theta ^{2}}
da cui, derivando due volte e sostituendo
{\displaystyle \omega _{\text{nut}}={\frac {I_{3}}{I_{1}}}\omega _{3}}.
Per valori di {\displaystyle g\to 0}, il punto di minimo {\displaystyle \theta ^{(g)}} non può differire di molto da {\displaystyle \theta ^{*}}. Quindi la differenza tra le derivate seconde in tali punti è ulteriormente trascurabile, e può essere utilizzata la stessa espressione per la frequenza di nutazione.

## Tipi di trottola

### Trottola tradizionale
La trottola tradizionale misura circa 6 centimetri di altezza e il suo diametro massimo raggiunge un raggio di circa 4 centimetri. Una volta raggiunti i 4 centimetri, il suo diametro diminuisce gradualmente. È la trottola più comune, tradizionalmente realizzata in legno.

### Trottola tedesca
La trottola tedesca o peitschenkreisel ha una forma conica e, dalla punta, aumenta gradualmente di diametro fino ad arrivare alla punta. La sua corda si trova all'estremità di un bastoncino lungo. Tradizionalmente è fatta di legno di quercia o di bosso. Al suo interno verrà spalmata della pece nera. Le trottole tedesche sono più spesse, raggiungono quasi 11 centimetri di diametro nella zona del più grande del perimetro. Possiede chiodi spessi a punta rotonda che possono arrivare a misura di circa 5 centimetri e dello spessore di un dito. Presenta inoltre dei segni orizzontali che circondano il corpo, utilizzato per avvolgere la corda. Così chi gioca, con la mano sinistra si tiene la punta della corda e con l'altra il bastoncino. Muovendo rapidamente le braccia, si tira la corda tirando fuori la trottola, che
comincia a girare sulla sua punta di ferro, facendo durare la sua rotazione piuttosto a lungo e generando un forte ronzio.

### Trottola cuspe
La denominata trottola cuspe è una piccola trottola che si fa con gusci di noce di cocco; questo nome è utilizzato anche per quelle trottole a cui manca la punta.

### Trottola vietnamita
Caratteristica del Vietnam, questa trottola possiede una punta più appiattita, quindi la sporgenza della parte superiore risulta più marcata, conferendo maggiore stabilità.

### Tagua trottola
Il nome fa riferimento alle trottole più appiattite. Questa forma dà loro una grande stabilità.

### Trottola cucarro
La trottola cucarro ha una punta acuminata e ruvida. Quest'ultimo termine viene utilizzato anche per quelle che hanno una punta storta o irregolare.

### Trottola sedita e cascareto
La trottola sedita presenta una punta tonda e liscia. Con il termine "sedita" vengono denominate le trottole la cui punta incrocia il loro asse centrale, il che rende il loro movimento molto fluido. Al contrario, quando il ferro non è in linea con l'asse centrale della cima, il suo movimento è irregolare e persino imprevedibile. In questo caso si dice che la trottola è cascareto.

## Elementi della trottola

### Corpo
Tradizionalmente le trottole erano costruite dagli artigiani, con legni duri in modo da poter sopportare i colpi ricevuti dagli “avversari”. Le trottole venivano costruite anche dai bambini con il legno di faggio o di quercia.
Essi tagliavano in maniera grossolana il legno, mettendo alla fine un chiodo di ferro senza testa come punta. In altri casi si realizzavano le testine con la parte superiore degli spruzzini nebulizzatori e altri ancora con frutta secca.
Oggi la fabbricazione delle trottole si è estesa e gli elementi di costruzione si sono diversificati: vengono utilizzati diversi tipi di legno, materiali sintetici e plastici che vengono solitamente importati dagli Stati Uniti, dalla Cina o da Taiwan. Per evitare i danni della collisione sono inoltre stati aggiunti dei bordi fatti con materiali che vanno dal neoprene all'acciaio.

### Disegno
Nel corso della storia, il disegno della trottola è cambiato molto a seconda del territorio. Tradizionalmente, le trottole hanno una forma conica e solida, ma possono avere anche caratteristiche differenti. L'essenziale per una trottola è che la sua forma sia adatta a favorire l'effetto giroscopico.
Si dice che la trottola tradizionale debba essere alta circa sei centimetri per quattro centimetri nel suo diametro maggiore, anche se questa misura a volte varia. Le trottole tedesche, per esempio, misurano 11 pollici di diametro.
Bisogna dire che le trottole che non hanno l'incisione tra la punta e il corpo (in generale quelle per i bambini sotto i 7 anni), per iniziare ad avvolgere lo spago hanno una fessura che ha la stessa funzione nel corpo della trottola.

### Decorazione
La forma più comune di personalizzare la trottola consiste nel dipingere il suo corpo a mano, tramite una lavorazione artigianale. Solitamente si realizzano disegni orizzontali, simili a delle bande che, quando girano, si sfuocano e creano un curioso effetto multicolore nella trottola.
La decorazione del gioco ha acquisito importanza in Sudamerica dove sono stati utilizzati motivi maya e aztechi.
Oggi si possono trovare trottole con luci, altre che riproducono suoni musicali; anche se i nuovi materiali utilizzati per la produzione ne rendono complicata la decorazione, si possono comunque trovare trottole di moltissimi colori e con diversi disegni.
Le trottole presentano, inoltre, dei segni speciali che percorrono tutto il perimetro e sono paralleli l'uno all'altro. Questi segni non sono molto profondi e hanno solo funzione decorativa tranne per le trottole senza punta i cui segni trattengono il filo e fanno in modo che non scivoli sulla superficie.

### Punta
Il corpo della trottola termina in una punta su cui si appoggerà durante il gioco. In questo modo la trottola rimarrà in piedi su sé stessa. La punta, chiamata anche becco, è l'elemento su cui le istruzioni del giocattolo richiamano la massima attenzione, essendo la parte più pericolosa dell'oggetto. Così negli Stati Uniti e in Europa la punta determina l'età dell'utente a cui è destinato il giocattolo.
Ai bambini al di sotto dei 7 anni di età, viene destinata una tipologia di trottola priva di punta metallica e realizzata con materiali più morbidi. Inoltre, per le persone sopra i 7 anni di età, si possono trovare due grandi gruppi di punte diverse: quelle arrotondate e quelle appuntite, che sono le più comuni.

### Con punta
Alcune trottole sono costituite da un intarsio metallico all'interno del corpo e che nella parte inferiore presenta un foro. In quest'ultimo caso la punta è composta da due parti: una che sporge dal corpo e il cui scopo è di essere il punto di appoggio della trottola e di ricevere l'impatto contro il suolo, e un'altra che rimane all'interno del corpo e il cui scopo è quello di rimanere attaccata alla parte superiore. In questo modo, il corpo contempla un'apertura attraverso la quale viene inserita la punta e all'esterno rimane solo la "punta" stessa.
Le punte incorporate sono solitamente metalliche (acciaio o ferro) e si possono dividere in due grandi gruppi:
- Punta di cece o punta piatta. È una punta con la fine arrotondata. La sua forma rende più difficile affondare in un terreno soffice o entrare nel corpo, ma aumenta l'attrito diminuendo la durata dell'effetto giroscopico.
- Punta acuminata o punta storta. A differenza della punta del cece, questa è più appuntita. Quindi tende maggiormente ad affondare in un terreno. I vantaggi che presenta sono una riduzione dell'attrito dovuto al minor contatto con la superficie ed è chiaramente più letale nel demolitore.

La punta incorporata può anche essere dotata di un profilo scanalato. Questo profilo permette a una corda correttamente proporzionata di inserirsi in esso e consente l'esecuzione di numerosi trucchi, in cui si dà maggiore velocità alla trottola.

### Senza punta
Alcune volte la punta è costituita dallo stesso materiale della trottola mentre altre volte no.

### Corda
La corda, nota anche come cavo è l'elemento che, dopo averlo arrotolato nel corpo, tirandolo permette di innescare la rotazione che svilupperà l'effetto giroscopico. Più velocemente viene tirato, più veloce è il movimento rotatorio.
Generalmente, la corda è lunga tra 30 centimetri e il mezzo metro. La lunghezza e lo spessore della corda dipendono dalle dimensioni, dal peso della parte superiore e dalla larghezza della scanalatura sul corpo o sulla punta. Per evitare che il filo fuoriesca dalla mano durante il lancio, si lega all'estremità un pezzo di legno inserito in modo da non farlo uscire.
Esiste una nuova variante che fa a meno della tradizionale corda, i PowerStarts, che hanno un gancio nella parte superiore in cui è inserito un dispositivo con un sistema che, tirandolo, imprime una forza di rotazione sulla parte superiore, permettendogli di cadere, evitando il fastidio di riavvolgere la corda più e più volte.

## Lancio della trottola
Per lanciare la trottola il primo passo da fare è legare e avvolgere attorno a essa lo spago.
Quest'ultimo viene posto parallelamente alla trottola e tenuto con il pollice, mentre con l'altra mano lo si arrotola perpendicolarmente formando fasce parallele, in modo che ricopra tutta la superficie dell'oggetto.
Per fare questo è necessario lasciare una fessura tra la punta e il corpo della trottola, che permette di tenere la corda tesa mentre viene legata.
Nel momento precedente al lancio la trottola va tenuta in mano e l'estremità dello spago viene afferrata con forza tra l'indice (o anulare) e il dito medio. Su quest'ultima, inoltre, viene fissato un pezzo di legno, una rondella, una graffetta o, cosa più comune in passato, una moneta, in modo tale che durante il lancio la corda non cada a terra.
Alla fine la parte superiore viene lanciata e la corda viene tirata indietro. Questo lancio può essere eseguito completamente in piedi o con il corpo chinato in avanti. il che riduce l'impatto contro il suolo. Allo stesso modo, può essere fatto con la punta rivolta verso il basso e compiendo un movimento rotatorio orizzontale con il braccio o con la punta rivolta verso l'alto con un movimento oscillante verticale verso il basso.
Tirando indietro la corda si crea un impulso angolare che si traduce in un momento cinetico che fa sì che avvenga una rapida rotazione della trottola attorno al proprio asse di simmetria. Infine la punta o spuntone colpisce il terreno e, grazie all'effetto giroscopico prodotto dalla rotazione del piano, inizia il caratteristico movimento della trottola a terra.

## Giochi con la trottola

### Individuale
Ponte o funivia: le due estremità della corda vengono prese con una mano e tese. Sulla rotaia che si forma, viene fatta ballare la trottola. Alzando una delle due mani, la corda può essere inclinata in modo tale che la trottola si muova.
Fallo ballare in mano: si può fare mentre la trottola gira facendola ballare nella palma, oppure raccogliendola con l'indice, questa maniera si chiama "coppa". Un altro modo è colpirla bene e farla saltare nella palma della mano.
Picco in aria: consiste nel lanciare la trottola e prima che abbia toccato terra e la corda si sia srotolata, si tira verso la mano, facendo in modo che la cima rimanga lì in rotazione.
Scivolamento: si tratta di spostare la trottola da un punto all'altro mentre la parte superiore ruota con l'aiuto della corda.
Lancio: mentre la trottola gira a terra, la corda viene delicatamente arrotolata sulla punta e tirata verso l'alto. La parte superiore salta e deve cadere di nuovo roteando, a terra o in mano.

### Collettivi
Rimuovere oggetti: si forma un cerchio sul terreno, al centro del quale ogni giocatore posiziona una biglia, un'altra cima, o più normalmente, una moneta, e dopo che ognuno ha lanciato la sua cima, questa viene raccolta nella propria mano e tenta di gettarla contro una delle monete e per rimuoverlo dal cerchio, ripetendo l'operazione mentre la parte superiore ruota. Se ci riesce, prende la moneta. Se la trottola smette di girare, entra un altro giocatore.
Spinbreaker: si forma un cerchio sul terreno, al centro del quale è posta una trottola, contro la quale vengono lanciate le trottole per distruggerla. Il giocatore che manca il tiro e non riesce a colpirlo sostituirà quello a terra con la sua trottola.
Spinbreaker: di maggiore difficoltà: si forma un cerchio sul terreno e uno dei partecipanti deve lanciare la sua trottola, facendola girare all'interno del cerchio. Il resto deve cercare di raggiungere quel traguardo. Quando la trottola finisce di girare, deve essere fuori dal cerchio affinché il giocatore la raccolga. In caso contrario, diventa un'altra trottola "vittima" e sarà in grado di uscire solo con i colpi o le scosse degli altri. Prendi le trottole: si traccia un cerchio sul terreno e i partecipanti devono lanciare le trottole, facendole girare all'interno del cerchio. Perde la trottola che finisce fuori nello scontro con le altre.